# Stephen Gaghan
Stephen Gaghan est un réalisateur et scénariste américain, né le 6 mai 1965 à Louisville (Kentucky). Il a gagné l'Oscar du meilleur scénario en 2000 pour le film Traffic de Steven Soderbergh. Il a aussi réalisé le film Syriana.

## Filmographie
Sauf indication contraire, les informations mentionnées dans cette section peuvent être confirmées par la base de données cinématographiques IMDb,  présente dans la section « Liens externes ».

### Comme réalisateur
- 2002 : Abandon
- 2005 : Syriana
- 2011 : Metro (téléfilm)
- 2015 : White city (téléfilm)
- 2016 : Gold
- 2019 : Le Voyage du Docteur Dolittle (Dolittle)

### Comme scénariste
Stephen Gaghan est scénariste de tous les films qu'il a réalisé à l'exception de White city.
- 1995 : New York Undercover (série télévisée) - 1 épisode
- 1995-1996 : American Gothic (série télévisée) - 7 épisodes
- 1996 : New York Police Blues (NYPD Blue) (série télévisée) - 1 épisode
- 1997 : The Practice : Donnell et Associés (The Practice) (série télévisée) - 2 épisodes
- 1997 : Sleepwalkers : Chasseurs de rêves (Sleepwalkers) (série télévisée) - épisodes inconnus
- 2000 : L'Enfer du devoir (Rules of Engagement) de William Friedkin
- 2000 : Traffic de Steven Soderbergh
- 2001 : La chute du faucon noir de Ridley Scott (non crédité)
- 2004 : Alamo (The Alamo) de John Lee Hancock
- 2005 : Jeux de gangs (Havoc) de Barbara Kopple
- 2013 : Call of Duty: Ghosts (jeu vidéo)
- 2013 : After Earth de M. Night Shyamalan (script consultant)
- 2019 : Le Voyage du Docteur Dolittle (Dolittle) (coécrit avec Dan Gregor, Doug Mand et Chris McKay)

### Acteur
- 2004 : Irrésistible Alfie (Alfie) de Charles Shyer : Adam
- 2007 : Entourage (série télévisée) - 1 épisode : lui-même

## Distinctions principales
Source et distinctions complètes : Internet Movie Database

### Récompenses
- Oscars 2001 : meilleur scénario adapté pour Traffic
- Golden Globes 2001 : meilleur scénario pour Traffic
- British Academy Film Awards 2001 : meilleur scénario adapté pour Traffic
- Prix Edgar-Allan-Poe 2001 : meilleur scénario pour Traffic
- Prix Edgar-Allan-Poe 2006 : meilleur scénario pour Syriana

### Nominations
- Oscars 2006 : meilleur scénario original pour Syriana